# Mansa

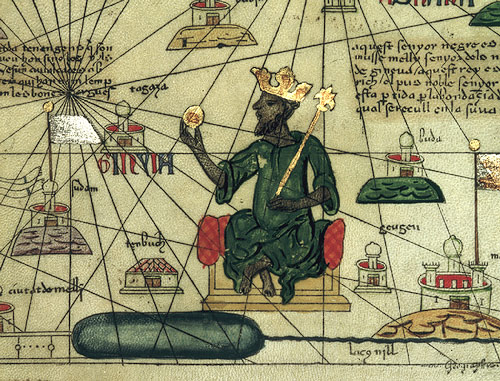
Mansa Muça

Mansa é um termo mandinga utilizado no Império do Mali para designar o líder do país. Está associado ao termo masa na bambara e corresponde parcialmente ao conceito de rei no contexto europeu e a sultão no contexto árabe. Era tido como personificação dos ancestrais e por estar associado à figura mítica dos caçadores, dizia-se que possuía poderes excepcionais capazes de controlar a natureza e os seres humanos mediante seu conhecimento e poderes ocultos. Suas aparições públicas eram acompanhados por complexo cerimonial e todos deveriam dirigir-lhe a palavra através de seu intérprete chamado duga, uma pessoas de grande distinção social, e os griôs, os guardiões da memória das linhagens e clãs.